# Chusquea gigantea
Chusquea gigantea är en gräsart som beskrevs av Jean-Pierre Demoly. Chusquea gigantea ingår i släktet Chusquea och familjen gräs. Inga underarter finns listade i Catalogue of Life.